# یواس‌اس اف-۲ (اس‌اس-۲۱)
یواس‌اس اف-۲ (اس‌اس-۲۱) (به انگلیسی: USS F-2 (SS-21)) یک زیردریایی بود که طول آن ۱۴۲ فوت ۷ اینچ (۴۳٫۴۶ متر) بود. این زیردریایی در سال ۱۹۱۲ ساخته شد.